# Michelangelo (Teenage Mutant Ninja Turtles)
Michelangelo, frequentemente abreviado para Mike ou Mikey, é um dos protagonistas da franquia Teenage Mutant Ninja Turtles. Na banda desenhada versão Mirage/Image, todas as Tartarugas Ninja usam bandanas vermelhas, mas, noutras versões, Michelangelo usa uma bandana laranja. As suas armas de assinatura são um par de nunchaku, apesar de já ter usado como arpéus, manriki-gusari, tonfa e um sansetsukon em alguns brinquedos.
Mais descontraído e divertido que os seus irmãos, foi dado a Michelangelo um papel mais preponderante na série de 1987, visto que era direcionada para uma audiência mais nova, ao contrário do tom mais sério da banda desenhada original. Normalmente, é ele que sempre arranja uma maneira de cunhar bordões para o grupo, como "Cowabanga!", que na série de 2012 foi substituída por "Booyakasha!".